# 1958年の日本の女性史
本項目1958年の日本の女性史（1958ねんのにほんのじょせいし）では、1958年（昭和33年）の日本における女性に関するできごとを時系列的に挙げる。参考文献は日本の女性史年表を参照のこと。
本項目は歴史研究としての女性史ではなく、日本における女性に関するできごとをある体系に基づいて述べようとするものではない。

## 1～3月
- 1月 大日本製薬（現在の大日本住友製薬）、妊婦の睡眠薬イソミン発売。後のサリドマイド薬害の原因となる。
- 1月14日 働く母と子のため保育を守る国民大会、社会福祉予算案の児童保護費削減に抗議。

各地で保育所を守る協議会結成。マスコミ、保育所問題を多くとりあげる。
- 2月13日 婦人民主クラブ、自民党・社会党両党に軍人恩給反対の要望書提出。
- 2月13日 全繊同盟（現・UIゼンセン同盟）青年婦人対策委員会、女子既婚者対策で社会党に協力申入れ。

全国各地にモデル地区を定め、市町村当局の手で共同託児所を設置する等提案。
- 2月14日 メリーチョコレートカムパニー、女性から男性に贈るものとしてバレンタインチョコレートを発売、伊勢丹新宿本店で。この時売れたのは3枚。
- 2月25日 大阪府下の各赤線区域ごとに婦人転職強調運動開始、接客婦の転職促進・保護更生策など。
- 2月27日 貸席深夜営業反対婦人総決起大会、京都で、婦人団体協議会（婦団協）主催。
- 2月- 電電公社（現・日本電信電話株式会社NTT）、業務自動化に伴い婦人従業員6万人中2万人に退職勧告。
- 3月1日 世田谷保健所、未熟児の母親に保育器の無料貸出を始める。
- 3月3日 フジテレビで『テレビ結婚式』が放送開始、仲人・司会は徳川夢声、費用は全部テレビ局持ち。
- 3月7日 丸大撚糸従業員解雇反対闘争、石川県。

従業員169人のうち女子149人。24時間ストなど行うが長期化。1960年11月18日 工場の現地再開、希望者全員を雇用させることに成功。
- 3月9日 働く婦人の大阪集会、1000人参加、託児所設置運動推進など決議。
- 3月10日 婦人団体連合会（婦団連）など、アルジェリア女子学生の死刑停止をフランス大使館に陳情。
- 3月10日 三菱銀行、「愛妻預金」の取扱いを開始。配偶者へのプレゼントを目的にした預金を呼びかける。
- 3月16日 沖縄立法院選挙で初めて婦人当選、宮里初子。
- 3月- 全鉱主婦協議会、松尾鉱山闘争支援で10円・米一握りカンパ

2月6日 松尾鉱山は約1000人の解雇を通告。労働組合は家族ぐるみの闘争態勢でのぞみ、4月3日 解雇案は撤回された。
- 3月20日 埼玉県北足立郡蕨町（現・蕨市）議会、全国で初の母子厚生保障年金給付条例可決、4月1日 実施。
- 3月21日 「原爆乙女」村戸由子ら、核兵器禁止運動の日本代表として渡欧。
- 3月25日 売春防止法の一部を改正する法律及び売春防止法付属の婦人補導院法公布、4月1日 施行。5月15日 婦人補導院、東京・大阪・福岡で設置された。
- 3月26日 千葉市議会、義務教育中の児童をもつ母子家庭に育英扶助を決議、全国で初めて。

月収7000円以下の母子家庭に毎年1000円を支給。
- 3月27日 ナンシー梅木、アカデミー助演女優賞受賞、アジア人で初めて。
- 3月27日 自治労、保健婦・助産婦・看護婦の産休代替要員の確保に関する法制定を陳情。
- 3月29日 東京都職員労働組合、主婦協議会を結成、臨時職員の待遇改善決議。
- 3月- 私鉄総連婦人部、私鉄総連提案の女子に対する退職金割増制度は女子の定年制を容認するものとして拒否。
- 3月- 日教組中央本部に家庭科研究会を設置、月1回定例。

## 4～6月
- 4月3-7日 全繊同盟（現・UIゼンセン同盟）綿紡部会操業時間短縮闘争、加盟の各組合とも組合要求条件をほぼ獲得。
- 4月5日 大阪売春防止対策委員会、売春婦の更生資金募金カンパ運動を展開。
- 4月7-9日 横浜市の小学校給食婦、増給増員を要求してストライキ。
- 4月10日 第1回婦選会議
- 4月10日 全逓東京貯金局、職場授乳室開く。
- 4月10-16日 第10回婦人週間「育てましょう 正しい協同生活を」
- 4月11日 「人身売買及び他人の売春からの搾取の禁止に関する条約」を国会採択 5月1日 加入 7月30日 発効

1949年に国連で採択されたもの
- 4月11日 最高裁判所、内縁を結婚に準ずる関係として、内縁関係不当破棄の損害賠償と婚姻費用の分担を命じる判決。
- 4月13日 第1回北海道母親大会、札幌で。
- 4月19-20日 第3回はたらく婦人の中央集会、最低賃金制・合理化や不況による首切り反対・母性保護のため労働強化反対などを討議、1570人参加。
- 4月21日 母親大会・全国代表者会議、勤務評定反対を声明。
- 4月21日 大阪市、婦人保護施設「青鳥寮」を開設。
- 4月26日 日本婦人科学者の会発足、会長黒田チカ。
- 4月- 大阪市、臨時家政婦派遣制度を実施、翌年には家庭奉仕員派遣制度に変更。
- 4月- イタリアの女性デザイナー、ブランビラー来日、三越と伊勢丹がイタリアンファッション導入。
- 5月1日 母子福祉資金の貸付等に関する法律の一部改正法公布、第二種公営住宅の母子家庭優先的入居などを付帯決議。
- 5月4-5日 第3回部落解放全国婦人集会、1400人参加、奈良で。
- 5月6-18日 全専売宇都宮の女子組合員、葉剥配合機導入による労働条件引き下げ阻止のため生産をストップ。8月1日 高松でも。
- 5月10日 日雇労働者健康保険法の一部を改正する法律公布、日雇い労働の婦人に少額ながら出産手当金を支給。
- 5月22日 第28回衆議院議員総選挙、婦人11人当選、自民党3、社会党8。投票率女74.42％、男79.79％。
- 5月- 厚木編機（現・アツギ）、シームレス・タイツの本格的生産を開始。

8月- シームレス・ストッキングを発売
- 5月 厚生省、化粧品の誇大広告・懸賞広告などを規制。
- 6月1-5日 第4回世界婦人集会、ウィーンで、国際民主婦人連盟主催。日本から10人出席、原水爆実験反対・核兵器の全面禁止など討議。
- 6月4日 北海道主婦会連絡協議会結成大会

労働組合の主婦会の全国初の連合体結成、約20の単産の主婦10万人を組織。
- 6月19日 日ソ婦人懇話会発足、会長鳩山薫子
- 6月25日 ILO、雇用および職業についての差別待遇に関する条約を採択。条約111号。
- 6月 出生率人口1000人に対して18.0、世界最低水準となる。厚生省調べ。

## 7～9月
- 7月1日 厚生省、保育所措置費国庫負担率を改訂
- 7月2日 衆参婦人議員懇談会結成。衆参婦人議員団を改組したもの。
- 7月5日- パインミシン既婚婦人全員解雇と結婚退職反対闘争、64日間ストライキを行い、撤回させる。
- 7月21-25日 総評大会、初の婦人常任幹事1名をおく、婦人の自主的活動を援助するため 。
- 7月23日 保育所を守る東京協議会結成、保母・母親連絡会など2000人参加。

保育所措置費の国庫負担制度改訂に反対。
- 7月24日 全国電気通信労働組合（全電通）大阪市外支部、共同託児所発足、近畿で初。
- 7月31日 文部省、新学習指導要領案発表、男女別教育強まる。
- 8月1日 東京YMCA、休養に恵まれない主婦60人を招いて1泊2日の「お母さんの夏休み」を催す。
- 8月2日 全国教育委員長協議会、日本母親大会を後援せずと声明。勤務評定反対を表明していることが理由。
- 8月7-9日 自由民主党 第1回婦人指導者中央研修会開く。
- 8月14日 原水禁世界大会婦人協議会結成
- 8月16日 小西六写真工業、500人の解雇通告、対象者は既婚婦人と婦人部組合活動家達。70日間の反対闘争の末、400人以上の希望退職、実質上の指名解雇で終結。
- 8月20-31日 第8回汎太平洋東南アジア婦人会議、東京で、24ヵ国174人参加。
- 8月23-24日 第4回日本母親大会、1万人参加。勤務評定問題が中心テーマとなる。
- 8月- 総評、婦人対策部を設置
- 8月- 小松川女子学生殺人事件

東京都立小松川高等学校で定時制女子生徒絞殺事件起こる、同級生で18歳の李珍宇逮捕 。
- 9月13日 主婦連等婦人団体、勤務評定反対統一行動日の15日を前に「教育問題を政治闘争から切り離し、冷静に善処を」の要望書を文部省・日教組・自民党社会党両党に提出。
- 9月21日 労働争議中の王子製紙苫小牧で主婦連絡協議会決起大会

労働協約改定をめぐって145日間に亘る長期の争議が続いたが、その間、組合員家族特に主婦達が争議を支援する原動力となった。
- 9月24日 奈良女子大学自治会、道徳教育講習会阻止のため全学ストライキ決行。

文部省は西日本の道徳講習会を9月に奈良で開催することを決定。これに対し、多くの労働組合・日教組・大学の学生自治会が奈良に結集して激しい阻止運動を展開、警官隊と衝突して学生を含む逮捕者を出した。奈良女子大学の全学ストライキも全学連の指導の下に行われた。
このころ、勤務評定を始めとする、国家による教育への介入の傾向が顕著となり、労働運動・学生運動ともにこれに対する激しい反対運動を展開した。
- 9月24日 生産婦人中央会、最低賃金制等の内職助成要望を関係省庁に申し入れ。
- 9月- 婦人労働者国際セミナー、チェコスロバキアで、全逓の秋山咲子出席。

## 10～12月
- 10月8日 勤務評定反対全大阪婦人会議結成
- 10月14日 バイオリニスト安藤こう、女性で初の文化功労者に。
- 10月17日 警職法改悪反対で、婦人団体連合会（婦団連）・農協婦人部・子どもを守る会など30余団体で人権を守る婦人協議会結成。

この月国会に提出された警察官職務執行法改正案に対し大きな反対運動が起こった。
- 各婦人団体、警職法改悪反対声明を出す。

10月18日 婦人団体連合会（婦団連）・YMCA 10月21日 婦人平和協会など4婦人団体 10月22日 婦民 10月23日 草の実会 10月25日 大学婦人協会 10月28日 家族制度復活反対連絡協議会・婦人人権擁護同盟
- 10月23日 牛乳消費者と酪農民を守る国民大会、全農連・全日農・主婦連等、1500名参加
- 10月26日 お茶の水・津田塾・東京女子・女子美術の4大学自治会、警職法反対女子大学協議会結成、全国の女子大学生にアピール。
- 10月26日 全日本開拓者連盟婦人部代表者会議開催、開拓農家の家計簿記帳の励行など決議。
- 10月31日 日本婦人有権者同盟など、社会教育法改正反対懇談会結成。補助金交付・社会教育主事の権限拡張による地域婦人会の官制化を問題にする。
- 11月5日 母と娘の警職法反対大行進、2000人が風船デモ、人権を守る婦人協議会主催。

11月 警察官職務執行法、国会で審議未了で廃案となる。
- 11月29日 物価値上げ反対大阪連絡会議結成、大阪主婦の会など14団体参加
- 11月- 日本有職婦人クラブ全国連合会発足、会長山主敏子

1951年ころから東京・横浜・名古屋などで、有職またはかって有職だった婦人達がその地位向上を目指しながら親睦を図ろうというグループができていたが、その連合会が発足したもの。
- 11月27日 公団住宅保育所の始まり、東京青戸団地で"持ち回り保育"から保育所開設。
- 11月27日 日本の皇太子（当時）・明仁親王、正田美智子（当時）との婚約発表、ミッチーブーム起こる。
- 12月1日 大阪市、家庭保育制度を開始
保育の技能・経験のある者が自宅を開放して、保護者の就労等のため保育に欠ける乳幼児をあずかり、家庭的な明るい雰囲気の中で保育を行うという制度
- 12月13日 東京国立第2病院（現・国立病院東京医療センター）看護婦、ラジウム室勤務拒否を申入れてストライキ、辞令を撤回させる。
- 12月- 富士フイルム、フィルム巻込室で監視労働強化・標準作業量引上げ反対職場闘争。従業員の大半は女性。
- 12月- 神戸三宮に「主婦の店ダイエー」開店、以後スーパーマーケット増加。
- 12月- キユーピー、フレンチドレッシングを発売、市販ドレッシングの最初。

## この年
- ピンク系口紅発売、口紅は赤いものという常識が破られる。
- 電気洗濯機所有率24.6％、冷蔵庫3.2％、電気釜9％、ガスレンジ4.7％
- オムツ・サービス会社登場、貸おむつを提供。家事代行サービス業のはしり。
- 大学教授夫人親子の長男殺害、姉妹による怠け者の父親殺害など、肉親殺しが続出。